# Ђорђе Сибер
Ђорђе Сибер (Уб, 3. октобар 1885 — Београд, 28. децембар 1968) био је српски лекар, учесник Балканских ратова и Првог светског рата, санитетски бригадни генерал, управник Војно-хигијенског завода 1939. до 1941. године.

## Живот и рад
Ђорђе Сибер је рођен у Убу 3. октобра 1885. године. Основну школу завршава у Убу. Гимназију је похађао у Крагујевцу и Београду где је матурирао. Након заршене средње школе уписује Медицински факултет у Грацу, где је дипломирао 1911. године. Након повратка у земљу кратко је радио као професор и школски лекар у Првој мушкој гимназији у Београду.

## Балкански ратови и Први светски рат
У активну војну службу примљен је указом Ф.А. 289 од 22. септембра 1912. године, и добија чин санитетског поручника. Након пријема у службу постављен је за лекара Главне војне болнице. Након завршеног Балканског рата постаје трупни лекар гарнизона у Новом Пазару. Крајем 1913. године постављен је за трупног лекара у Феризовићу (Урошевац).
У Првом светском рату, 1914—1918. радио је као трупни лекар. У чин капетана прве класе унапређен је 15. јуна 1915. године.

## Напредовање у служби
Након завршетка рата радио је као лекар. За управника привремене војне болнице у Суботици постављен је 11. јуна 1920. године. После неког времена постављен је за трупног лекара артиљериског пука Краљеве Гарде. За вршиоца дужности начелника санитетског одељења команде Краљеве Гарде постављен је 29. септембра 1924. године.
После скоро годину дана, тачније 11. септембра 1925. године постављен је за референта санитета команде Краљеве Гарде. У чин санитетског пуковника унапређен је 1. априла 1928. године.
Ђорђе Сибер постављен је 12. марта 1935. године за шефа лекарског одсека санитетског одељења Министарства војске и морнарице. За шефа личног одсека санитетског одељења Министарства војске и морнарице постављен је 13. марта 1936. године. Недуго затим, 24. априла 1936. године постављен је поново за шефа лекарског одсека санитетског одељења Министарства војске и морнарице. Референт санитета Друге армијске области био је у периоду од 17. априла 1937. године до 5. марта 1939. године.

## Управник Војно-хигијенског завода
Петар II Карађорђевић, а на предлог Министра Војске и Морнарице Милана Ђ. Недића, поставља 6. марта 1939. године санитетског пуковника Ђорђа Сибера за управника Војно-хигијенског завода Главне војне болнице.
Идеја о стварању Војно-хигијенског завода сазрела је тек пошто су у Београду прукупљени стручњаци за хигијенску службу. У саставу Главне војне болнице 16. јуна 1930. године у згради укинуте Вијносанитетске школе отвара се завод, са бактериолошким, хигијенско-епидемиолошким и хемијским одељењем. За првог управника завода поставља се санитетски бригадни генерал др Ђорђе И. Протић. На том положају остаје све до 22. маја 1936. године. Дужност управника Завода преузима санитетски пуковник др Ђура Новаковић, који на том месту остаје до 17. априла 1937. године, када је за управника Војно-хигијенског завода постављен санитетски бригадни генерал др Војислав С. Поповић. Након скоро две године 6. марта 1939. године за управника Војно-хигијенског завода постављен је санитетски пуковник Ђорђе Сибер. На тој дужности остао је све до почетка Другог светског рата 1941. године.
Петар II Карађорђевић, а на предлог Министра Војске и Морнарице Милана Ђ. Недића, унапредио је Ђорђа Сибера 20. марта 1939. године у чин санитетског бригадног генерала.
Преминуо је у Београду 28. децембра 1968. године.
Ђорђе Сибер био је редован члан Војносанитетског комитета. У више наврата био је члан, заменик председника и председник испитне комисије за више чинове.
Ђорђе Сибер је за своју дугу и савесну службу одликован бројним високим домаћим и страним одликовањима.

## Породица
Поридица Сибер је пореклом из Чешке, која је преко Ђакова стигла у Србију. Прадеда, деда и отац Стеван су били лекари, мајка Адела. Оженио се 1919. године са госпођицом Босиљком, ћерком Симе Јорговића трговца из Вршца.

## Одликовања
- Орден Светог Саве IV реда
- Орден Светог Саве III реда
- Златна медаља за ревносну службу
- Орден Карађорђеве звезде IV реда
- Орден Југословенске круне IV реда